# Benzoylperoxid

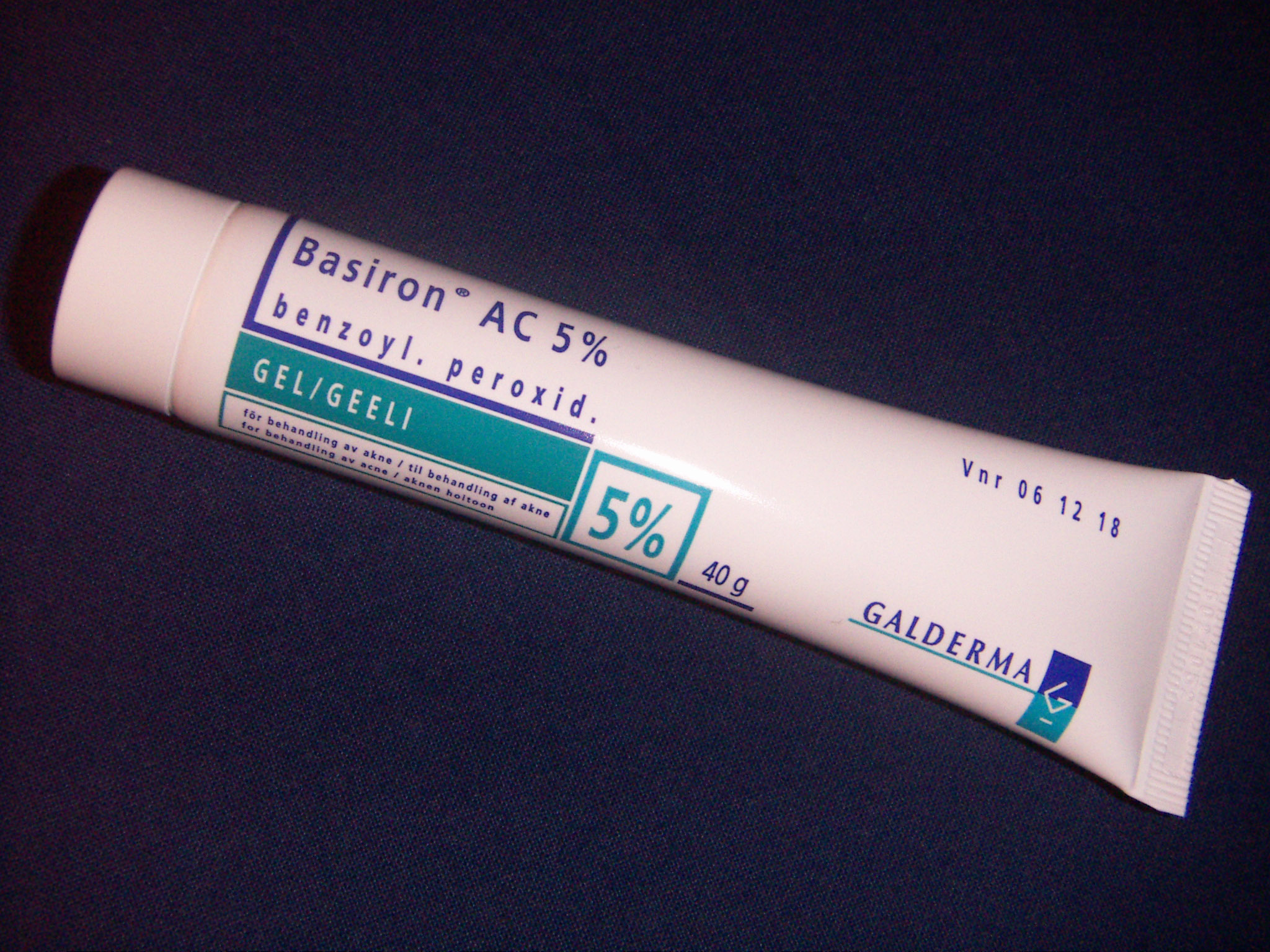
Tuba přípravku Basiron, pětiprocentní vodné směsi benzolyperoxidu určené k léčbě akné.

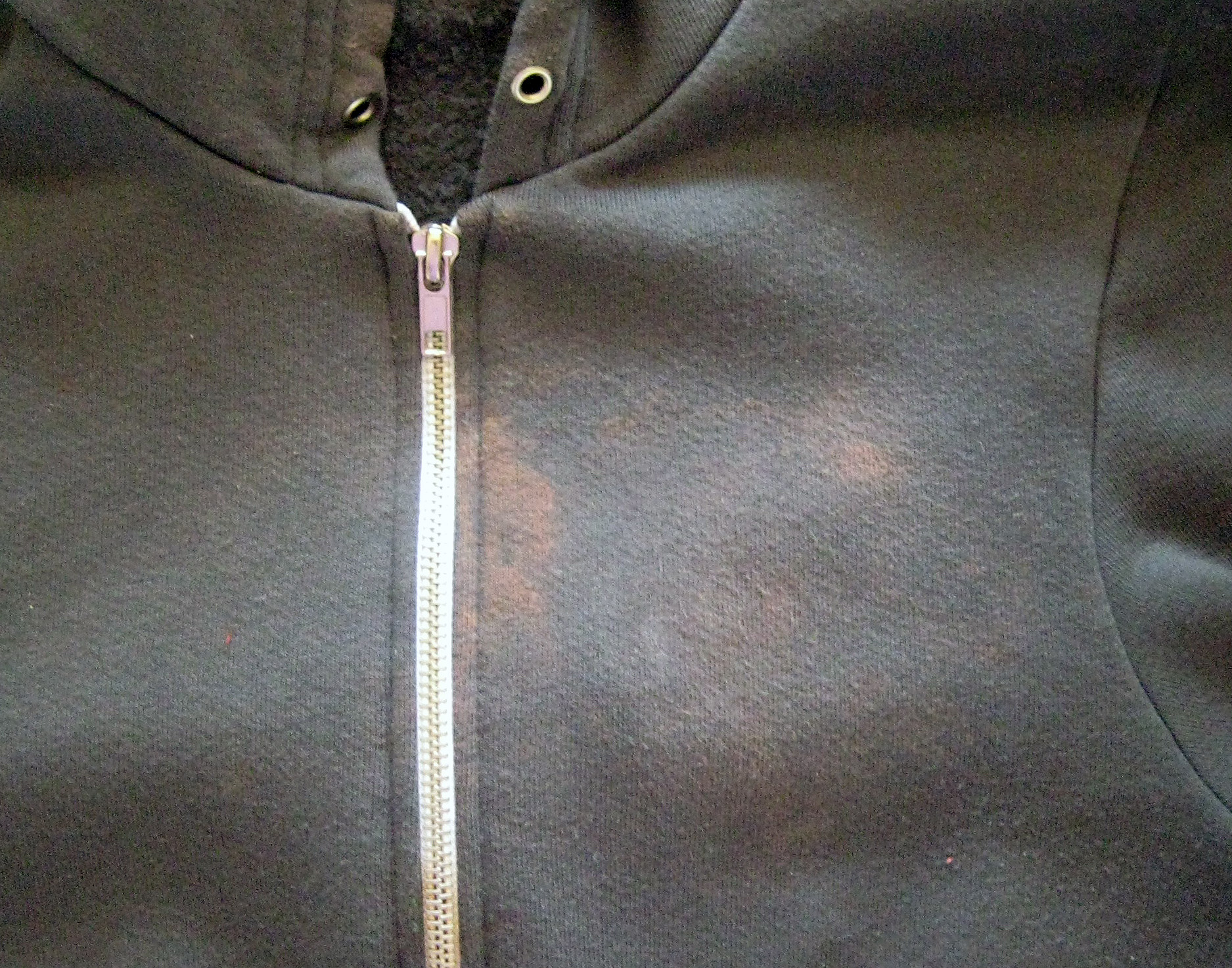
Vybělené skvrny na látce způsobené kontaktem s přípravkem obsahujícím benzoylperoxid.

Benzoylperoxid je organická sloučenina ze skupiny organických peroxidů. Její molekula se skládá ze dvou benzoylových skupin spojených peroxidovou skupinou.Použitelný kondenzovaný strukturní vzorec by byl C6H5-COO-OOC-C6H5, PhCO-O-O-COPh nebo (PhCO)2O2. Často se zkracuje jako Bz2O2.

## Použití
Benzoylperoxid se používá jako iniciátor radikálů. Homolytické štěpení slabé vazby kyslík-kyslík tvoří volné radikály, které spouští další reakce.
Jack Breitbart z laboratoří Revlon nejprve ve 20. letech 20. století objevil použití benzoylperoxidu pro léčbu akné. Benzoylperoxid se typicky nanáší na příslušná místa ve formě gelu nebo krému, v koncentraci od 2,5 %, přes obvykle účinných 5 % až do 10 %. Výzkumy naznačují, že koncentrace 5 nebo 10 % není významně účinnější než 2,5 %, přičemž koncentrace 2,5 % je obvykle lépe tolerována. Aplikace běžně způsobuje počáteční vysušení, případně podráždění, ovšem kůže si během cca týdne zvykne. Malé procento lidí je mnohem citlivější a benzoylperoxid u nich způsobuje pálení, svědění, olupování kůže, případně otok. Je rozumné aplikovat nejnižší koncentraci a zvyšovat ji podle potřeby. Jakmile se vytvoří tolerance, opětovné zvýšení množství nebo koncentrace a získání tolerance na tuto vyšší úroveň obvykle umožňuje lepší následné vyčištění akné. Benzoylperoxid funguje jako olupovací činidlo, urychluje obměnu kůže a čistí póry, čímž snižuje počet bakterií navíc k přímému antibakteriálnímu účinku.
Mezi jiná běžná použití benzoylperoxidu patří barvení vlasů a systémy pro bělení zubů. Benzoylperoxid se používá též při přípravě mouky a lze ho použít jako iniciátor a katalyzátor do polyesterových pryskyřic (jako alternativu k mnohem nebezpečnějšímu methylethylketonperoxidu).

## Nepříznivé účinky
V maximalizačním testu prováděném na lidech ve studii v roce 1977 získalo 76 % osob kontaktní citlivost na benzoylperoxid. Používala se koncentrace 5 a 10 %.

## Bezpečnost
Čistý benzoylperoxid je silně hořlavý, výbušný a jedovatý.[zdroj?] Může působit jako karcinogen a mutagen, je proto potřeba s ním zacházet opatrně.
Zředěný v masti se benzoylperoxid používá k léčbě akné a vztahují se k němu následující bezpečnostní opatření. Je potřeba dodržovat bezpečnostní pokyny uvedené u výrobku.
Ve Spojených státech je typická koncentrace benzoylperoxidu 2,5 až 10 %.[zdroj?] Přípravky pro léčbu akné jsou k dispozici jak na lékařský předpis, tak i bez něho. Vyšší koncentrace se používají pro odbarvování vlasů a bělení zubů. Benzoylperoxid, jako většina peroxidů, je silným bělidlem. Kontakt s látkou (včetně oblečení a povlečení) nebo s vlasy způsobuje trvalé odbarvení, většinou okamžité. Také druhotný kontakt může způsobit odbarvení – například kontakt s ručníkem, který byl použit při smývání výrobků obsahujících benzoylperoxid.
Benzoylperoxid se při styku s kůží rozkládá na kyselinu benzoovou a kyslík, ani jedna z těchto látek není významně toxická. Je důležité připomenout, že bezpečnost produktů rozkladu neznamená, že je látka sama bezpečná – podstatné je, že benzoylperoxid účinkuje jako oxidační činidlo. Peroxid vodíku je žíravý, jedovatý a karcinogenní, ale rozkládá se na vodu a kyslík. Chlornan sodný má také tyto vlastnosti, rozkládá se na bezpečné látky (chlorid sodný a kyslík).

## Syntéza
Benzoylperoxid se obvykle připravuje reakcí peroxidu sodného s benzoylchloridem, kdy vzniká benzoylperoxid a chlorid sodný.
2 PhCOCl + Na2O2 → (PhCO)2O2 + 2 NaCl

## Rozklad
Poločas rozkladu benzoylperoxidu je jedna hodina při 92 °C; při 131 °C je jedna minuta.